# Tim Dup
Timothée Duperray, dit Tim Dup, né le 7 décembre 1994, est un auteur-compositeur-interprète, musicien, arrangeur et écrivain français.

## Biographie
Originaire de Rambouillet, Tim Dup prend ses premières leçons de piano à 7 ans et joue déjà quelques compositions à des fêtes de la musique lorsqu'il est lycéen. Jeune étudiant en sciences sociales à Paris, il commence à se produire dans différents bars de la capitale, puis dans diverses salles parisiennes comme aux Trois Baudets. Il y rencontre des professionnels de la musique, comme ses premiers managers, au cours d’un « tremplin acoustique » organisé par TV5 Monde. Le chanteur enchaîne les premières parties, ouvrant pour Benjamin Biolay, Christophe Miossec, Dominique A, Philip Catherine, Oxmo Puccino, Patrick Bruel ou encore Lou Doillon.
Tim Dup collabore au cours de sa carrière avec d’autres artistes, comme Synapson à deux reprises, Gaël Faye sur son deuxième album, Yuksek pour un remix d’un morceau original issu de son premier LP, ou Véronique Sanson, avec qui il chante Toute une vie sans te voir sur l’album Duos volatils paru en 2018. Il écrit et compose aussi pour les autres, notamment Louane et Pauline Croze.
Après un Master de médias et communication au CELSA à Neuilly-sur-Seine, Tim Dup se consacre définitivement à la musique.
Il sort un EP de quatre morceaux en septembre 2016, Vers les ourses polaires. Il obtient l'un des 15 Coups de Coeur 2017 décernés par le groupe Chanson de l'Académie Charles-Cros le 14 avril 2017 au Théâtre de Pézenas dans le cadre du Printival Boby Lapointe.
Son premier album, Mélancolie heureuse, paraît en octobre 2017. Y figurent quatorze chansons. Tim Dup enchaîne ensuite une tournée en son nom d’environ soixante-dix concerts, jusqu'à la fin de l'année 2018, à travers la France, en passant aussi par la Belgique, la Suisse ou le Québec. Il continue de composer et enregistre de nouvelles chansons, réunies dans une réédition de l'album (Nouvelle impression), publiée fin 2018.
En 2017, il est invité par le pianiste Alexandre Tharaud à s'associer à l'hommage rendu à Barbara pour le vingtième anniversaire de sa mort. Il participe ainsi à un spectacle le 20 avril dans le cadre du Printemps de Bourges, puis à l'enregistrement d'un album collectif publié chez Erato, sur lequel il reprend le titre Pierre. De Barbara, il reprendra également le titre Joyeux Noël pour la compilation Le Grand Noël proposée sur Deezer fin 2018.
En février 2019, il se produit sur la scène des Victoires de la Musique, où il est nommé dans la catégorie « Révélation scène ». L'album Mélancolie heureuse se voit également décerner un Prix de l'Académie Charles-Cros (catégorie coup de cœur - chanson francophone).
En janvier 2020, Tim Dup sort son deuxième album, Qu'en restera-t-il ?, arrangé en trio avec Pavane et Renaud Letang, où il continue d’assembler pensées poétiques et arrangements électroacoustiques.
Un an plus tard, Tim Dup sort le single « Juste pour te plaire », prologue d’un troisième album studio, La Course folle, qui paraît le 11 juin 2021. Il signe l’écriture et la composition de douze nouvelles chansons, et retrouve Pavane en tandem à la réalisation. Sont associés à ce disque les chanteuses Aurélie Saada du duo Brigitte, Saâne, la comédienne Anaïs Demoustier et les pianistes Thomas Enhco et Alexandre Tharaud.
Son quatrième album, Les immortelles, est publié le 3 février 2023. Treize titres réalisés par Tim Dup lui-même, avec des implications artistiques déjà présentes sur ses autres projets : Lucas Henri à la direction de l’ensemble de cordes, François Lasserre aux guitares, Thomas Clairice à la basse électrique.Il entame une tournée à l’automne 2023, après la publication d’une série de podcast, « Ailleurs & autrement », sur les routes d’Asie et de Méditerranée, en collaboration avec Tsugi Radio.Ces concerts s’achèvent lors d’une création unique au Théâtre de La Ville le 5 février 2024, où l’artiste convie sur scène les chanteuses Laura Cahen, Louane et Aurélie Saada, les pianistes Thomas Enhco et Alexandre Tharaud, les violoncellistes Elisa Huteau et Barbara Le Liepvre, et les musiciens Pavane et Trente.
En janvier 2024, Tim Dup publie son premier roman "Je suis fait de leur absence", édité aux éditions Stock, qu’il présente en librairies et lectures musicales jusqu’à l’été 2024. Ce roman aborde des sujets tels que l’émancipation, le déterminisme et les violences intra-familiales, dans un paysage de province maritime normande. Il obtient l’un des trois coups de cœur d’avril 2024 décernés par le jury de lecteurs de Version Femina, et reçoit à l’unanimité le prix littéraire de la Ville d’Arcachon, le 4 mai 2024.

## Engagement associatif
Le 6 mars 2018, il fait partie du jury du concours d'éloquence #BalanceTonSpeech, organisé par Women Safe, association dont il fait partie, et Sciences Po Saint-Germain-en-Laye, en soutien aux femmes victimes de violences. Le chanteur s’engage aussi, au cours de son parcours musical, dans des associations regroupant musique et handicap, et soutient depuis 2017 la cause contre les violences LGBTphobes au sein de l’association « Urgence homophobie ». C'est dans ce cadre qu'il participe à la chanson caritative De l'amour, fin 2018.
Le 6 avril 2020, il participe à la campagne numérique #EnsembleSurInternet de MALD agency pour lutter contre toutes les discriminations et la haine sur Internet pendant le premier confinement national de la Covid-19 avec les associations UEJF, Urgence Homophobie, STOP Homophobie, SOS Racisme et Cool Kids Féministes et 16 autres personnalités,.

## Discographie

### Albums studio
- 2017 : Mélancolie heureuse
- 2020 : Qu'en restera-t-il ?[20]
- 2021 : La Course folle[21]
- 2023 : Les Immortelles[22]

### EP
- 2016 : Vers les ourses polaires

### Singles
- 2016 : TER Centre
- 2016 : Vers les ourses polaires
- 2017 : Moïra Gynt
- 2017 : Soleil noir
- 2017 : La vie ne vaut rien (reprise d'Alain Souchon)
- 2017 : Une envie méchante
- 2018 : Nous sommes
- 2018 : Mourir vieux (avec toi)
- 2018 : Demain, peut-être
- 2019 : Le visage de la nuit
- 2019 : Après eux
- 2019 : Je te laisse
- 2019 : Place Espoir
- 2020 : Songes
- 2020 : Une autre histoire d'amour
- 2020 : Pertusato
- 2021 : Juste pour te plaire
- 2021 : À ciel ouvert
- 2021 : Montecalvario (featuring Aurélie Saada)
- 2021 : Et tu restes (extrait de la bande originale du film Le Chêne)
- 2022 : Amor
- 2022 : Si je m'écoutais vraiment
- 2023 : Les Larmes du monde
- 2024 : D'avoir vécu assez (featuring Ben Mazué)

### Participations
- 2018 : Toute une vie sans te voir, avec Véronique Sanson (album Duos volatils)
- 2018 : Ce que l'on veut, avec Synapson (album Super 8)
- 2018 : De l'amour (Urgence Homophobie)
- 2020 : Toujours, avec Synapson et Lass (album Global Musique Vol.1)
- 2022 : Du ciel, de la neige, avec Cécile Hercule (album Perdue au milieu)

## Distinctions
- Prix de l'Académie Charles-Cros 2017 : sélection « coup de cœur » dans la catégorie « chanson » pour l'EP Vers les ourses polaires[23]
- Victoires de la musique 2019 : nomination comme révélation scène
- Prix de l'Académie Charles-Cros 2019 : sélection « coup de cœur » dans la catégorie « chanson » pour l'album Mélancolie heureuse[7]
- Coup de cœur du mois d’avril 2024 décerné par le jury de lecteurs du magazine Version Femina pour le roman « Je suis fait de leur absence »[12].
- Prix littéraire de la Ville d’Arcachon pour le roman « Je suis fait de leur absence »[13].